# Piper piojoanum
Piper piojoanum är en pepparväxtart som beskrevs av Trel. & Yunck.. Piper piojoanum ingår i släktet Piper och familjen pepparväxter. Inga underarter finns listade i Catalogue of Life.